# Сабазий
Сабазий (Сабо, от гръцки – навярно спасител) е фригийско-тракийско божество на растителността, земеделието и лечението, древно божество на живата природа, на човека и неговото здраве, на продължението на рода, благодетел и дарител на безсмъртие.
Оргастичният му култ преминал през V век пр.н.е. в Гърция, първоначално почитан под името Загрей, а оттам в Древния Рим и се слял с култа на орфическо-тракийския Дионис (на гръцки: Διόνυσος) Бакх, Бакхус (на латински: Bacchus).

## Митология
Сабазий покрива сигурно космическо божество, най-напред идентифицирано с твърдия елемент на вселената – камъка. В първичното си осмисляне като скален бог той владее и живота и мъртвата материя. Затова може да бъде разчленяван и отново съединяван. Този бог е също хтоничен, но хтонизмът пак не противостои на соларността, защото двете начала образуват космоса, който е всеобщност.
Макар че името му станало епитет на Бакх и че неговата обредност е близка до Дионисиевата, тракийският бог-прототип, който впоследствие е известен като Дионис, навярно в тракийската религия е бил син на Збелсурд и на Бендида – богинята на земята, за разлика от гръцкия мит за Дионисий, където имената на тракийските богове са заместени с гръцки. По този начин Збелсурд става Зевс, а Бендида – Персефона.
Като отроче Сабазий бил кърмен от нимфата Ниса и бил разкъсан от титаните. В тракийския вариант не участва Хера, a имената на титаните са съвсем различни. Единственото име, което ни е известно е Фюркос.
Мистериите на Сабазий били свързани с нощни къпания и пречиствания и се отличават с разпуснатост.

## Произход на култа
Култът към Сабазий бил широко разпространен в Тракия впоследствие и във Фригия. Корените му трябва да се търсят най-късно около средата на II хил. пр.н.е.
Всички извори показват, че Дионис не е гръцко божество, а анатолийско или тракийско и от там преминава в Гърция. В класическата гръцка митология Сабазий бил отъждествяван с Дионис-Загрей. По-късно под влияние на елинската митология и култура култът към Сабазий проникнал в Рим, където се слял с култа на Юпитер.

## Почитане в Тракия
След като елинизират и обсебват култа на Сабазий, гърците го връщат в земите на траките като Дионис. В някои митологични разкази на древни автори косвено се съобщава за съпротивата на траките при налагането култа на Дионис. Най-ранно е сведението за конфликт между Дионис и Ликург (тракийски цар при Хелеспонт), отразено в „Илиада“.

### Бесите и култът на Сабазий
В земята на бесите култът на Сабазий е бил силно разпространен.

## Изображения

### Сребърната оброчна плочка от Белинташ
В образа на Сабазий разпространяван и описван в нашите литературни източници, по отношение на генезиса и култа, свързан с него, становищата не са съвсем обективни. Епиграфските източници са твърде малко, ето защо сребърната оброчна плочка от Белинташ има голяма научна стойност, показва съвсем различна от досегашните твърдения картина за образа на Сабазий. Плочката е била открита в подножието на скалния феномен Белинташ при село Мостово – Асеновградско, от местен жител и се съхранява в Археологическия институт с музей при БАН София, от 2001 г. Върху плочката Сабазий е изобразен в царствена поза. Този скален бог е седнал на скален престол в олтар. Обут е с високи обувки, характерни за планинските беси. С божествената за траките лява ръка държи клонка, която го характеризира като бог на вегетацията и живота, на вечния кръговрат в природата. С дясната си ръка божеството държи меч – боздуган, олицетворяващ неговата сила и могъщество. Тирсът, жезълът, както е известно, е свещено оръжие. Оръжието, което Сабазий – държи в дясната си ръка, съдържа изключително ценна информация. Неговата форма, размери и изработка са характерни за бронзовата епоха. Мечът – боздуган е лят, а не изкован.
Според софийски археолог, божеството държи в дясната си ръка кривак, а според историк от гр. Първомай – делва. Ако до откриването на плочката съществува само описателен образ на Сабазий, то след откриването `и при Белинташ в този шедьовър на тракийското ювелирно изкуство виждаме материализираният образ на божеството. Изображението притежава висотата на съвършена иконография, балансиран композиционен план. Всеки елемент има самостоятелно значение, а всички заедно образуват един завършен и автентичен образ. Изображението съдържа всички елементи на света – скалата, живата природа и растителния свят. В горния ляв ъгъл се виждат листа, които приличат на бръшлянови. Зеленият и белият (сребърен) цвят се приемат като сабазиеви (цветовете на Сабазий). Навярно затова и плочката е изработена от сребро. Образът на Сабазий внушава величие, спокойствие, и е в пълна хармония с обкръжаващите го змии. Техният устрем нагоре символизира земната и космическа връзка и единство на света, силата на живота в развитието му.
Змиите, изобразени върху плочката сочат основните човешки органи, които характеризират здравето и мисълта: коремът с вътрешните органи, сърцето с чувствата, главата с нервната система и разума. Една от змиите се извисява над главата и олицетворява душата и вярата. Изобразени са и две по-малки змийчета. Те може би символизират двете начала на живота: хоризонталната, изобразена на корема женското, а устремената с гъвкави движения нагоре към нея оплодителната сила на мъжкото начало. Те олицетворяват бога като творец и властелин над света, на здравето и живота.